# Salköveskút
Salköveskút è un comune dell'Ungheria di 417 abitanti (dati 2001). È situato nella contea di Vas.